# Лордкіпанідзе Іван Несторович
Іван Несторович Лордкіпанідзе (1889 — 1937) — грузинський державний діяч. Голова Одеської міської думи (1917). Міністр шляхів сполучення Грузинської Демократичної Республіки (1918).

## Життєпис
Народився 1889 року в Сенакському повіті Кутаїської губернії в дворянській сім'ї. Закінчив Тифліську гімназію, медичний факультет Харківського університету (1913). Військовий лікар. Есер з початку 1900-х. У 1917 голова Одеської міської думи. Делегат I Всеросійського з'їзду Рад РСД, член ВЦВК-1. Голова виконкому Рад Румунського фронту, Чорноморського флоту і Одеської області (Румчерод). Член бюро фракції есерів УС, учасник засідання 5 січня.
У грудні 1917 році сприяв спробам встановити дипломатичні стосунки Грузії та України. Саме тоді Іван Несторович, депутат Всеросійських Установчих зборів, перебував в Одесі, де був уповноважений Національною Радою Грузії виконувати обов'язки військового комісара при уряді УНР.
У січні 1918 року у зв'язку з від'їздом до Петрограда передав свої повноваження Давиду Вачейшвілі.
У 1918 році — міністр шляхів сполучення Грузинської Демократичної Республіки.
У 1937 році — Військовою колегією Верховного суду СРСР засуджений до розстрілу.
21 жовтня 1937 року розстріляний.